# Cord L-29
La L-29 è una autovettura costruita dalla Cord dal 1929 al 1932.

## Il contesto
Fu la prima autovettura statunitense a trazione anteriore ad essere offerta in serie, anticipando di alcuni mesi la Ruxton che poi fu un fallimento commerciale. Questo schema meccanico permise alla vettura di avere un baricentro estremamente più basso rispetto alla concorrenza ed una ripartizione dei pesi 50% anteriore e 50 % sull'asse posteriore. Sia le quattro tipologie della normale produzione in serie, sia le vetture a telaio nudo costruite dalla Cord per i carrozzieri statunitensi ed europei vinsero moltissimi premi nei Concorsi d'Eleganza internazionali del periodo (anche il nostro Pinifarina si cimentò in una bella carrozzeria commissionata da A. Storero che si piazzò al terzo posto al Concorso di Eleganza di Stresa del 9.10.1932). La Cord L29 fu progettata nel 1927, sperimentata nel 1928 e iniziata la produzione di serie nel giugno del 1929. Uscì di produzione nel 1932. Tempi brevissimi anche oggi, praticamente quasi impossibili. La "Grande Depressione" del 1929 la prese nel pieno del suo programma di vendite falciandone le possibilità (la produzione totale fu di 5010 vetture). Eppure E.L. Cord guadagnò lo stesso moltissimo grazie ad essa. Lo fece con i titoli azionari della sua azienda che grazie alla L29 erano andati di mese in mese alle stelle e che lui da mago della finanza aveva venduto poche settimane prima della grande crisi. È che poi si ricomprò per pochi soldi poco tempo dopo. Sicuramente una storia molto americana. 
La tecnologia utilizzata fu quella del brevetto Harry Miller. Miller fu coinvolto ed ingaggiato nell'impresa dal E.L.Cord per cui trasferì tutto il suo bagaglio tecnico e conoscitivo acquisito a Indianapolis dalle sue Miller Special a trazione anteriore. Le sue vetture si piazzarono in ottime posizioni al vertice delle competizioni con cilindrata assai minore (1500 cm³) rispetto alla concorrenza. Il ponte De Dion anteriore (sospensione semi-indipendente), i tamburi dei freni all'uscita del differenziale per ridurre le masse non sospese, la doppia sospensione semiellittica rovesciata con ammortizzatori idraulici Houdaille, furono solo alcuni dei dettagli tecnici che fecero e fanno della L29 un oggetto assolutamente esclusivo e di culto. Tutte queste caratteristiche erano sulla macchine da corsa di Miller e furono trasferite pari pari sulla L29, per cui si può ben dire che la L29 derivava da auto da corsa. Allo sviluppo del progetto e soprattutto alla sperimentazione dei prototipi collaborò anche l'altro grande esperto di trazione anteriore nelle competizioni (che era stato antagonista di Miller) Cornelius Willett Van Ranst (1872-1972) che lavorava per la Duesemberg (altra industria del gruppo Cord). E fu grazie a lui che molti dei difetti delle Miller che erano vetture da corsa non si trovarono poi sulle Cord che essendo vetture nate per la produzione di serie avrebbero avuto seri problemi postvendita.
Il modello L 29 aveva montato un motore a otto cilindri in linea già montato sulle Auburn tipo 120 di 4,934 cm³ (301 cu in) 125 hp (93 kW) con valvole monolaterali e testa a L di produzione Lycoming (industria del gruppo Cord specializzata nella produzione di motori a scoppio aeronautici e automobilistici). Il motore era stato invertito dalla sua posizione originale per cui il cambio e frizione si trovavano davanti al monoblocco cilindrico ed era stato montato in cima al gruppo meccanico propulsore il differenziale già con ingranaggi corona e pignone ipoidi di tipo epicicloidale. Il cambio era a tre rapporti più retromarcia e la vettura aveva sospensioni ellittiche posteriori. L'impianto frenante era formato da freni a tamburo sulle quattro ruote di tipo idraulico Lockheed che era uno dei primi idraulici costruiti al mondo.
Se la Cord L29 (1929), sviluppo del prototipo L27 (1927), fu all'avanguardia per la trazione anteriore e fu la prima vettura in grande serie prodotta al mondo con la trazione anteriore (poiché la Alvis 12/50 prodotta dal 1928 al 1931 in circa 150 esemplari, e di cui ne sopravvivono 35, era sostanzialmente una vettura da corsa usata negli autodromi con motorizzazione 4 e 8 cilindri e non la si può effettivamente considerare una vettura prodotta in serie e commercializzata come intendiamo oggi), non fu da meno sia nel suo telaio (brevetto n. 1.841.510 U.S.A) che grazie alla mancanza dell'albero di trasmissione fu collocato estremamente in basso e fu uno dei primi al mondo (il primo sul mercato americano) con traverse interne a "X" grazie alle quali (e grazie alle generosissime dimensioni dei longheroni a "C" alti più di 20 cm) raggiunse livelli di rigidità torsionale assolutamente inarrivabili all'epoca (unica eccezione l'italiana Lancia Lambda a scocca portante, evidentemente le vetture rivoluzionarie anche se per strade assolutamente diverse poi giungevano a medesimi risultati di eccellenza). Altra caratteristica d'avanguardia fu il suo stile in tutte e quattro le carrozzerie proposte dalla Cord (la vendita di telai nudi per carrozzieri fu estremamente limitata, si stimano circa 50 carrozzerie speciali fuoriserie firmate dai migliori carrozzieri di tutto il mondo). Era uno stile ricercato, con linee curve raccordate, qualcosa di sconosciuto nella produzione statunitense anche di altissimo livello di quell'epoca. Si superavano le linee tese e rigide dello stile razionalista funzionalista degli anni venti e si annunciava lo stile del decennio successivo, lo stile che sarebbe rimasto fino agli anni sessanta. Solo i migliori carrozzieri francesi e italiani avevano fatto proposte paragonabili. Eppure in quella vettura di 5 metri bassissima e larghissima (2 metri circa) la carrozzeria affusolata, slanciata, con quel lunghissimo cofano motore (circa metà vettura) e quei lunghissimi parafanghi anteriori aveva qualcosa che non si era mia visto prima. Ed anche oggi la sensazione è la medesima. Chi fu il genio che la disegnò? Un grande designer che ahimè morì prematuramente appena a 28 anni per una puntura con una siringa infetta: Alan H.Leamy. Ed è sua anche l'idea della calandra radiatore con forma a "V" che risultava particolarmente difficile, in quanto la sua altezza era poco più della metà rispetto alle vetture "normali" a trazione posteriore poiché in basso era collocata con tratto geniale la forma ovoidale del differenziale. Quando si sperimenta una nuova forma è assai facile fare brutti anatroccoli, ma se si riesce si creano delle forme d'arte intramontabili, dei classici e la Cord L29 è sicuramente tra queste. Le quattro carrozzerie fornite di serie erano 2 chiuse (prodotte dalla Central Body industria del gruppo che iniziò le attività proprio con la L29 agli inizi del '29 allestendo la catena di produzione) nei tipi berlina (Saloon) e coupé de ville chiusa (Brougham) e 2 aperte (prodotte dalla "Limousine Body Co. altra fabbrica del gruppo) nei tipi torpedo 4 porte 5 posti (Pheaton) e spyder 2 posti (con altri 2 posti esternamente nel finto bagagliaio) chiamato "Cabriolet" (da non confondere con i cabriolet europei che sono sempre 4 o 5 posti interni).
I colori potevano essere scelti dal cliente all'acquisto, il cruscotto in puro stile "Deco' " era pieno di costosissimi strumenti retro illuminati, il cassetto portaoggetti al centro del cruscotto poteva contenere i guanti, ma anche carte stradali da illuminare con una apposita luce del cruscotto. Cruscotto in "german silver" o alpacca, costosa lega in metallo nobile dal colore argenteo, accendisigari e doppi portacenere sia davanti che dietro anch'essi in stile Deco', e luci interne dell'abitacolo ed esterne del predellino che si accendevano aprendo le porte (in Europa quest'estate raffinatezze arrivarono alla fine degli anni cinquanta). Si potrebbero scrivere enciclopedie sulla L29 e molti negli Stati Uniti si sono cimentati, in opere poderose scritte lungo una vita intera. Tutto era nato dalla geniale follia del suo inventore E.L. Cord che seppe mettere insieme le più creative e spesso incomprese menti del mondo automobilistico U.S.A. degli anni venti. Addirittura mise insieme degli antagonisti come Miller e Van Ranst.